# Krzysztof Rypuła
Krzysztof Jerzy Rypuła – polski profesor nauk rolniczych, profesor Katedry Epizootiologii z Kliniką Ptaków i Zwierząt Egzotycznych Wydziału Medycyny Weterynaryjnej Uniwersytetu Przyrodniczego we Wrocławiu.

## Życiorys
Po ukończeniu studiów na Wydziale Medycyny Weterynaryjnej Akademii Medycznej we Wrocławiu w 1992 r., został zatrudniony na tymże wydziale jako asystent. W 1996 r. obronił pracę doktorską w dziedzinie nauk medycznych pt. Wykorzystanie zbiorczych prób mleka w diagnostyce chorób zakaźnych bydła, przygotowaną pod kierunkiem prof. Stanisława Klimentowskiego. W 2008 uzyskał stopień doktora habilitowanego nauk weterynaryjnych na podstawie rozprawy zatytułowanej Kształtowanie się wybranych wskaźników morfologicznych i immunologicznych krwi w przebiegu zakażenia świń różnymi szczepami wirusa BVD typ 1. W 2011 został zatrudniony jako profesor nadzwyczajny, a w 2019 uzyskał tytuł profesora nauk rolniczych.
Jest profesorem i kierownikiem Katedry Epizootiologii z Kliniką Ptaków i Zwierząt Egzotycznych na Wydziale Medycyny Weterynaryjnej UPWr. Był członkiem zarządu Polskiego Towarzystwa Nauk Weterynaryjnych.